# Aramis Naglić
Aramis Naglić, född 26 augusti 1965 i Rijeka, Kroatien, SFR Jugoslavien, är en före detta kroatisk basketspelare som tog OS-silver 1992 i Barcelona. Detta var första gången som Kroatien deltog som självständig nation. 